# Бабинден
Бабинден е български празник, отбелязван на 8 януари (или на 21 януари по нов стил) в чест на бабата акушерка в селото.
Празникът е свързан със семейните обичаи. По произход е езически.

## Трите основни елемента
Съдържа 3 основни елемента:
- Къпане на малките деца от бабата (народна акушерка) – съпровожда се с благословии, намазване на децата с мед и масло, даряване на бабата с вълна и обредни кравайчета. Обичаите имат магикопродуциращ смисъл за здраве.
- Угощение на младите булки в дома на бабата. Участват всички млади булки, на които бабата е бабувала (чиито деца е израждала) през годината. Носят хляб, баница, печена кокошка и вино. Поливат на бабата да се измие и я даряват на дясното рамо с риза, престилка, кърпа, чорапи.
- Влечугане (къпане) на бабата (обичаят е разпространен само в отделни селища в България). Извършва се след угощението. Жените откарват бабата на колесарка на реката или кладенеца, където става обредното изкъпване. Всички са накичени с върви, с червени чушки и къдели вълна. Пеят обредни песни с еротични мотиви. На празника не се допускат мъже. На случайно срещнат мъж се подхвърлят закачки. Празнува се също и за умилостивяване на болестта бабици, която напада главно децата.

## Женски празници
Бабинден е един от големите народни женски празници, посветен на „бабите“ – жените, които помагат при раждане, и на младите булки и невести, които са раждали. Обредността през този ден е подчинена главно на желанието да се засвидетелства почит към възрастните жени, които са „бабували“ на родилките. Този празник е езически и идва от далечните праславянски времена, но се е запазил, като по време на Възраждането е бил изключително почитан. Днес Бабинден губи доста от обредните си обичаи, но се празнува от по-възрастните и е свързан с много смях и веселие.
Още преди изгрев слънце майките с деца от една до тригодишна възраст отиват на чешмата да налеят прясна вода. В котлето с водата пускат стрък босилек или здравец. Вземат калъп сапун и една нова кърпа и се отправят към дома на бабата да ѝ „полеят“. Обредното поливане на бабата акушерка се извършва под плодно дърво в градината, върху дръвника или отпред на стълбите. Всяка жена подава на бабата сапуна, полива ѝ вода да се измие и я дарява с пешкира, който е донесла. След това бабата избърсва мокрите си ръце в полите на невестите – да са плодовити и лесно да раждат. Бабата закичва невестата и с китка здравец, вързана с „мартеничка“ – червен и бял конец. Често при поливането бабата хвърля с шепите си вода нагоре и подскача три пъти, като изрича: „Да рипкат децата и да станат бели и червени! Колкото капки, толкоз берекет и здраве!“
След поливането жените даряват бабата с ризи, чорапи, платно, които премятат на дясното ѝ рамо. От своя страна, бабата връзва на дясната ръчичка на децата, които е отродила („хванала“) червено и бяло конче със сребърна монета и също им дава чорапки и ризки. После измива лицето на детето, тъй като се вярва, че на Бабинден водата, минала през бабините ръце, притежава пречистваща сила.
В някои райони обичаят е майките да водят на Бабинден децата си при бабата, докато навършат три годинки, за да ги благослови. Бабата има и друга важна обредна роля за майката и детето. Още след като завърши раждането тя напълва стомна с вода, потапя в нея китка босилек и я отнася в черквата. Свещеникът освещава водата и благославя бабата. После тя връща „молитвената вода“ при родилката, която си мие лицето и сипва по малко в коритото на детето при всяко къпане чак до 40-ия му ден – периодът за пречистване след раждането.
Наобед булките и невестите се събират на празнично угощение в дома на бабата акушерка. Всяка жена носи прясна погача, баница, варена или печена кокошка и бъклица с ракия или вино. Целува ръка на бабата и ѝ подава подноса с храната. Дъщерите и снахите на бабата подреждат дълга и богата трапеза, около която сядат всички присъстващи. Започва весело и буйно пиршество, придружено с песни, танци и понякога с твърде пиперливи и разюздани закачки и сценки. Често бабата поставя около врата си наниз от червени чушки и с керемида кади под полите на жените, за да раждат повече деца. Наричанията и припевките имат в повечето случаи сексуален символичен смисъл. След обеда на трапезата у бабата започват да идват и мъжете.
Кулминационен момент в обредността представлява обредното изкъпване на бабата акушерка в реката или на чешмата. Мъжете и жените изнасят бабата навън и я качват в двуколка или на шейна. Понякога слагат бабата в голям плетен кош. Мъжете, преоблечени като „волове“, с кожени маски и рога, влачат колата или шейната из селото. Ако по пътя невестите срещнат мъж, свалят калпака му и искат откуп. Шумната дружина отвежда бабата на реката и там мъжете обръщат двуколката или коша, в който носят старицата. Изкъпват я във водата. Този обред е известен по нашите земи като „влечугане“ на бабите. Вечерта на селския мегдан всички се залавят на общо хоро. Празникът завършва пред дома на бабата, където хорото я изпраща. Целува ѝ се ръка и се дават дарове. Така се изразява благодарност и обич към тази жена, помагаща на новия живот да се появи.
Децата – най-важното в живота ни, са тачени и от предците ни. Важно било да се раждат здрави, хубави и умни деца. Бабите, които израждали деца, били на специална почит. „Къща без деца огън да я гори“, казва поговорката, а друга допълва „Кое е по-голямо от царя? Детето“. За да се родят здрави деца, трябва да се спазват немалко забрани, отново според народните поверия. Не бива да се зачеват деца в нощта на петък срещу събота. Бременната жена не бива да рита куче или котка, да прескача ръжен, да яде върнат от пътуване хляб, не трябва да ходи по разлята вода или боклук, но най-важното е да не краде или да не яде скришом, защото откраднатото или изяденото скришом излизат като белег на детето. Всичко, което поиска бременната, трябва да ѝ бъде дадено, казват още народните вярвания. Ако се крие от нея храна, детето ще бъде злоядо, нездраво. Бременната трябва да се пази и от уплах.
За лесно раждане бабата акушерка трябва да се прекръсти, да запали кандило и прекади къщата, да затвори прозорци, врати и да отвърже всичко завързано. Така раждането ще върви по-лесно, смятал народът ни. Самото раждане трябва да се пази в тайна и никой, освен свекървата и бабата, не бива да разбира за него.
Докато не се кръсти детето родилката не бивало да става от леглото или да остава сама. Това са опасни дни за нея и детето. Огънят в огнището не бива да се гаси до 40-ия ден.
От 1951 година 21 януари е обявен за ден на родилната помощ и на акушерките и гинеколозите.